# Turunas do Riachuelo
Turunas do Riachuelo é uma escola de samba da cidade de Juiz de Fora no estado de Minas Gerais.

## História
A Turunas do Riachuelo foi fundada a partir de um bloco carnavalesco Feito Com Má Vontade de 1933, por idéia de José Oceano Soares a entidade se transformou em escola de samba em 1934. Seu nome é inspirado no de um conjunto pernambucano que então se apresentava no Rio de Janeiro – “Turunas de Mauricéia” – passa a se denominar “Escola de Samba Turunas do Riachuelo”, sendo suas cores iniciais o vermelho e o branco, mais tarde adotou-se o azul no lugar do vermelho, permanecendo até hoje, como cor oficial.
Figuras ilustres do carnaval de Juiz de Fora são oriundos da escola, tais como: Tonicão (Mestre de Bateria), Marlene e Solange Brandi, Íris, Magali, Chininha, Cirene, Catarina (Baianas), Sandoval e Cizinho (Ritmistas); Trocador e Hilda (primeiros Mestre Sala e Porta Bandeira), compositores ilustres como Ministrinho, Alfredo Toschi, Ernani Ciuffo, Mestre Cocada, Biné, Jeovah Leal, entre outros.
No carnaval de 2010 não participou dos desfiles em Juiz de Fora. , retornou no carnaval 2011.. No entanto, deu a volta por cima, subindo do B para o A em 2012, sendo a campeã do grupo B do Carnaval Juizforano, retornando ao principal em 2013.

## Segmentos

### Presidentes
| Nome                 | Mandato     | Ref.        |
| -------------------- | ----------- | ----------- |
| José Oceano Soares   | 1934 a 1966 |             |
| Luiz Sefair          | 1972 a 1974 |             |
| Heleno Camargo       | 1975 a 1976 |             |
| Ariosto Giácomo      | 1977        |             |
| Helio Aleixo         | 1978        |             |
| Ariosto Giacomo      | 1979        |             |
| Dr. Pilar            | 1980 a 1988 |             |
| Luiz Carlos do Valle | 1994 a 1996 |             |
| Cachoeira            | 1996 a 1999 |             |
| Luiz Carlos do Valle | 2000 a 2010 | [ 1 ] [ 4 ] |
| Diomario de Deus     | 2010 a 2012 |             |
| Fred Arbex           | 2012 a 2020 |             |
| Diomario de Deus     | 2020        |             |

### Diretores
| Ano              | Diretor de Carnaval        | Diretor geral de harmonia | Mestre de bateria        | Ref.  |
| ---------------- | -------------------------- | ------------------------- | ------------------------ | ----- |
| 1972             | Neline Pinto e Evani Costa | Mamão                     | Benedito Ferreira e Biné |       |
| 1973, 1975, 1976 | Neline Pinto               | Damaso Altomar            | Irani de Mattos          |       |
| 1977             | Heleno Camargo             | Sebastião dos Santos      | Afonso Gomes             |       |
| 1978, 1979       | Heleno Camargo             | Jeovah Leal               | Afonso Gomes             |       |
| 1980 a 1982      |                            |                           | Ismael Dias              |       |
| 1994 a 1995      |                            |                           | Mestre Gordo             |       |
| 1996 a 2011      | Amintas Lobo               | Ciuffo                    | Mestre Gordo             |       |
| 2012 a 2013      | Diomario de Deus           | Paulo                     | Mestre Caio              | [ 1 ] |
| 2014             | Diomario de Deus           | José Adriano              | Mestre Gordo             | [ 4 ] |
| 2015             | Diomario de Deus           | José Adriano              | Mestre Rony              |       |
| 2016 a 2021      | Diomario de Deus           | André Folia               | Mestre Gordo             |       |

### Casal de Mestre-sala e Porta-bandeira
| Ano         | Nome                   | Ref. |
| ----------- | ---------------------- | ---- |
| 1988 a 1999 | Regina e Adeloir       |      |
| 2000        | Regina e Jarbinha      |      |
| 2001        | Regina e Pavão         |      |
| 2002        | Beth Siqueira e pavão  |      |
| 2003        | Rose e Jarbinha        |      |
| 2004 e 2005 | Rose e Cristiano       |      |
| 2006 a 2009 | Alcione e Dudu         |      |
| 2011        | Alcione e Rodrigue     |      |
| 2012 a 2020 | Ana Beatriz e Rodrigue | [4]  |

## Carnavais
| Ano                                     | Colocação                    | Grupo                        | Enredo | Carnavalesco                                     | Intérprete                          | Ref.                       |
| --------------------------------------- | ---------------------------- | ---------------------------- | --- | ------------------------------------------------ | ----------------------------------- | -------------------------- |
| 1939                                    |                              |                              | Sorri |                                                  |                                     |                            |
| 1948                                    |                              |                              | Filosofando |                                                  |                                     |                            |
| 1950                                    |                              |                              | O Centenário da Cidade                                                                                         |                                                  |                                     |                            |
| 1951                                    |                              |                              | Convite Amigo                                                                                                  |                                                  |                                     |                            |
| 1956                                    |                              |                              | Descoberta do Brasil                                                                                           |                                                  |                                     | [ 5 ]                      |
| 1957                                    |                              |                              | Homenagem à Bahia                                                                                              |                                                  |                                     | [ 5 ]                      |
| 1958                                    |                              |                              | Carmem Miranda                                                                                                 |                                                  |                                     | [ 5 ]                      |
| 1960                                    |                              |                              | Homenagem a Noel Rosa                                                                                          |                                                  |                                     | [ 5 ]                      |
| 1962                                    |                              |                              | Homenagem a Zequinha de Abreu                                                                                  |                                                  |                                     | [ 5 ]                      |
| 1966                                    | Vice-campeã                  | A                            | Homenagem a Belmiro Braga                                                                                      |                                                  |                                     | [ 5 ]                      |
| Não desfilou entre 1967 e 1971.         |                              |                              | |                                                  |                                     |                            |
| 1972                                    | 3º lugar                     | A                            | Transamazônica                                                                                                 | Walter Pacheco                                   |                                     | [ 5 ]                      |
| 1973                                    | Vice-campeã                  | A                            | Epopeia das Artes                                                                                              | Heitor de Alencar e Walter Pacheco               |                                     | [ 5 ]                      |
| 1974                                    | Campeã                       | A                            | Lendas e tradições da Bahia                                                                                    | Heitor de Alencar e Walter Pacheco               |                                     | [ 5 ]                      |
| 1975                                    | Campeã                       | A                            | Lenda da floresta encantada                                                                                    | Heitor de Alencar e Walter Pacheco               |                                     | [ 5 ]                      |
| 1976                                    | Campeã                       | A                            | Canto à estrela                                                                                                | Heitor de Alencar, Walter Pacheco e Eloy Woyanes |                                     | [ 5 ]                      |
| 1977                                    | 4º lugar                     | A                            | Bêja, Mina de Recordações.                                                                                     | Walter Pacheco e Eloy Woyanes                    |                                     | [ 5 ]                      |
| 1978                                    | Campeã                       | A                            | A,E,I,O, Urca                                                                                                  | Sylvandiro Frateschi e Eloy Woyanes              |                                     | [ 5 ]                      |
| 1979                                    | Campeã                       | A                            | É isso aí, nós temos                                                                                           | Walter Pacheco e Eloy Woyanes                    |                                     | [ 5 ]                      |
| 1980                                    | 6º lugar                     |                              | Beleza é fundamental                                                                                           | Walter Pacheco e Eloy Woyanes                    |                                     | [ 5 ]                      |
| Não desfilou em 1981.                   |                              |                              | |                                                  |                                     |                            |
| 1982                                    | 3º lugar                     | A                            | Um inesquecível e eterno carnaval                                                                              | Afonso Guedes                                    |                                     | [ 5 ]                      |
| 1983                                    | Campeã                       |                              | Magnífico salão imperial                                                                                       | Afonso Guedes                                    |                                     | [ 5 ]                      |
| 1984                                    | 3º lugar                     |                              | 50 Anos de Glórias                                                                                             | Joãozinho Trinta                                 |                                     | [ 5 ]                      |
| Não desfilou entre 1985 e 1987.         |                              |                              | |                                                  |                                     |                            |
| 1988                                    | 7º lugar                     | A                            | Voltei, aqui é o meu lugar                                                                                     | Zelu Rodrigues e Buzina                          | Ary Arantes                         | [ 5 ]                      |
| Não houve desfiles entre 1989 à 1993.   |                              |                              | |                                                  |                                     |                            |
| 1994                                    | 5º lugar                     | A                            | Brasil de todas as copas                                                                                       | Zelu Rodrigues e Buzina                          | Ary Arantes                         | [ 5 ]                      |
| Não desfilou em 1995.                   |                              |                              | |                                                  |                                     |                            |
| 1996                                    | 6º lugar                     | A                            | Largo do Riachuelo, onde tudo começou                                                                          | Zelu Rodrigues e Buzina                          | Ary Arantes                         | [ 5 ]                      |
| 1997                                    | 6º lugar                     | A                            | Planeta Rio 2004, aquele abraço.                                                                               | Jorge                                            | Ary Arantes                         | [ 5 ]                      |
| 2000                                    | 4º lugar                     | A                            | Era uma vez o bicho homem - a nossa história                                                                   | Aloísio Costa                                    | Ary Arantes                         | [ 5 ]                      |
| 2001                                    | Vice-campeã                  | A                            | Turunas - Olimpo do Samba                                                                                      | Waltencir Barbosa e Diomario de Deus             | Ary Arantes                         | [ 5 ] [ 6 ]                |
| 2002                                    | Campeã                       | A                            | Atlântida-Continente Perdido                                                                                   | Waltencir Barbosa e Diomario de Deus             | Zezé do Pandeiro                    | [ 5 ] [ 6 ]                |
| 2003                                    | Campeã                       | A                            | Ogum, o que veio da África                                                                                     | Waltencir Barbosa e Diomario de Deus             | Zezé do Pandeiro                    | [ 5 ] [ 7 ]                |
| 2004                                    | 4º lugar                     | A                            | 70 Anos de Glória, a Turunas Vira Ouro com a Viradouro                                                         | Diomário de Deus                                 | Zezé do Pandeiro                    | [ 5 ] [ 8 ]                |
| 2005                                    | 3° lugar                     | A                            | Hoje tem alegria?                                                                                              | Diomário de Deus                                 | Zezé do Pandeiro                    | [ 5 ] [ 9 ] [ 10 ]         |
| 2006                                    | Campeã                       | A                            | A Ópera Negra                                                                                                  | Diomário de Deus                                 | Zezé do Pandeiro                    | [ 5 ] [ 11 ] [ 12 ]        |
| 2007                                    | Campeã                       | A                            | Nóis é mineiro de Minas Gerais, uai                                                                            | Paulo Berberick e Diomário de Deus               | Zezé do Pandeiro                    | [ 5 ] [ 13 ] [ 14 ]        |
| 2008                                    | 3° lugar                     | A                            | Da vinda da família imperial à era Mauá - Toma lá, dá cá                                                       | Paulo Berberick                                  | Markão Melodia                      | [ 5 ] [ 15 ] [ 16 ] [ 17 ] |
| Não desfilou em 2009 e 2010.            | Não desfilou em 2009 e 2010. | Não desfilou em 2009 e 2010. | Não desfilou em 2009 e 2010.                                                                                   | Não desfilou em 2009 e 2010.                     | Não desfilou em 2009 e 2010.        | [ 1 ]                      |
| 2011                                    | Vice-Campeã                  | C                            | Alegria Compositores:Ronaldo Tropical, Paulinho Magalhães, Sérgio e Bebeto.                                    | Waltencir Barbosa                                |                                     | [ 15 ] [ 18 ]              |
| 2012                                    | Campeã                       | B                            | A,E,I,O, Urca                                                                                                  | Waltencir Barbosa e Jackson Almeida              | Juliano, Ary Arantes                | [ 1 ] [ 15 ] [ 19 ]        |
| 2013                                    | 3° lugar                     | A                            | Com um trago na mão e o samba no pé, Turunas canta a cachaça                                                   | Waltencir Barbosa e Jackson Almeida              | Gê de Ogum e Ary Arantes            | [ 1 ] [ 20 ]               |
| 2014                                    | Vice-campeã                  | A                            | Krambeck, a mata que virou jardim                                                                              | Diomario de Deus                                 | Zezé do Pandeiro e Felipe do Cavaco | [ 21 ] [ 22 ]              |
| 2015                                    | Vice-campeã                  | A                            | O Sol nasceu para todos - ser diferente é normal Compositores:Batista Coqueiral, Ary Arantes e Edson Gaguinho. | Fábio Esteves                                    | Zezé do Pandeiro                    | [ 4 ]                      |
| Em 2016 não houve desfiles competitivos |                              |                              | |                                                  |                                     |                            |
| 2017                                    | 3º lugar                     | A                            | Canto à Estrela - Dalva um "Hino ao Amor" (reedição de 1976)                                                   | Diomario de Deus                                 | Juliano Alegria                     |                            |
|                                         |                              |                              | Em 2018, 2019 e 2020 não houve desfiles competitivos                                                           |                                                  |                                     |                            |

## Títulos
- Campeã do Grupo A: 1974, 1975, 1976, 1978, 1979, 1983, 2002, 2003, 2006 e 2007.[1]
- Campeã do Grupo B: 2012[1]